# Kirche von Ivö

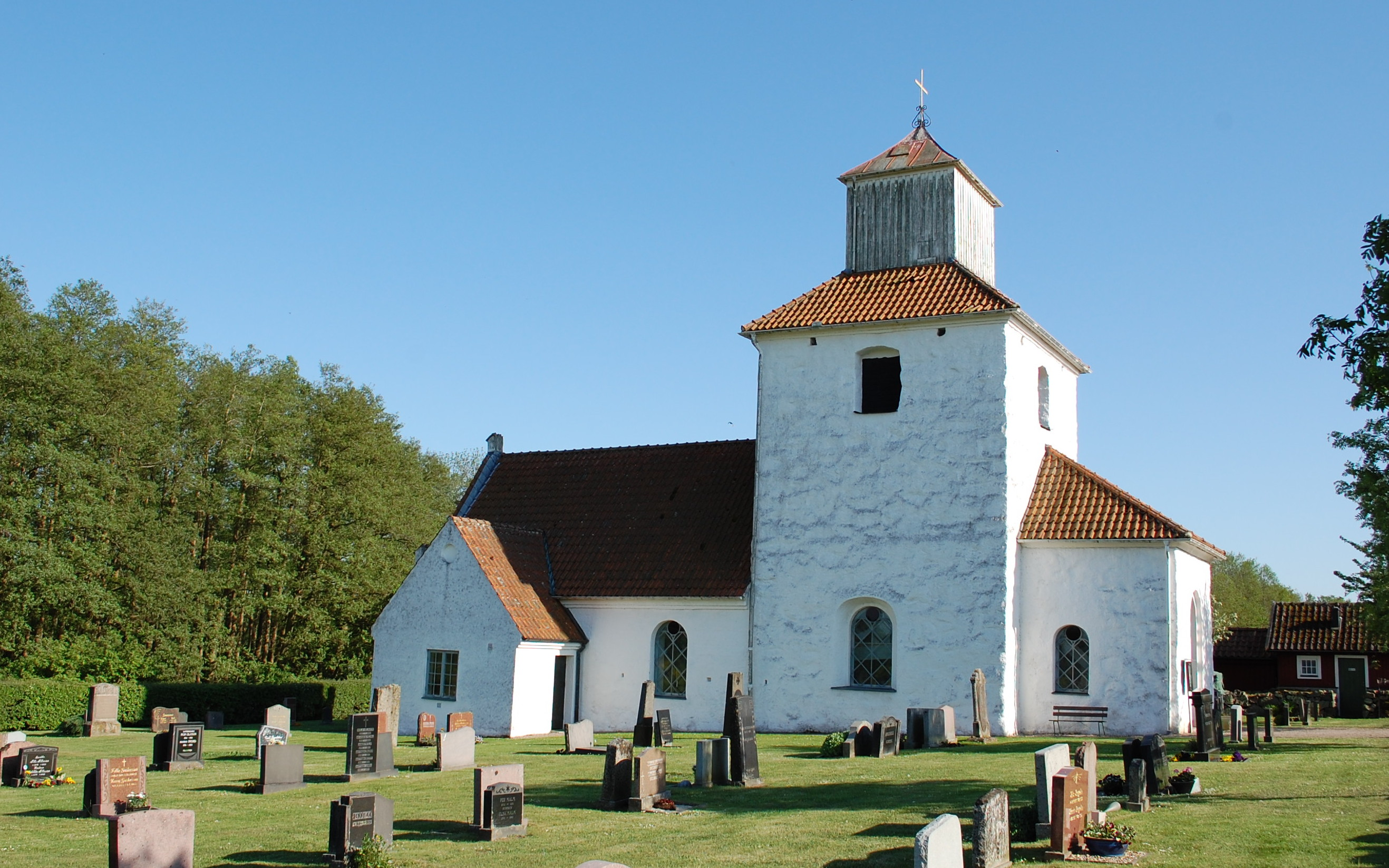
Kirche von Ivö

Die Kirche von Ivö ist die zur schwedischen Kirche gehörende evangelisch-lutherische Kirche des schwedischen Dorfes Ivö. 

## Lage
Sie befindet sich östlich der Ortslage Ivös. Etwas weiter östlich liegt das Ufer der Bucht Kyrkeviken. Der Bau ist das einzige Kirchengebäude auf der im See Ivösjön gelegenen Insel Ivö.

## Architektur und Geschichte

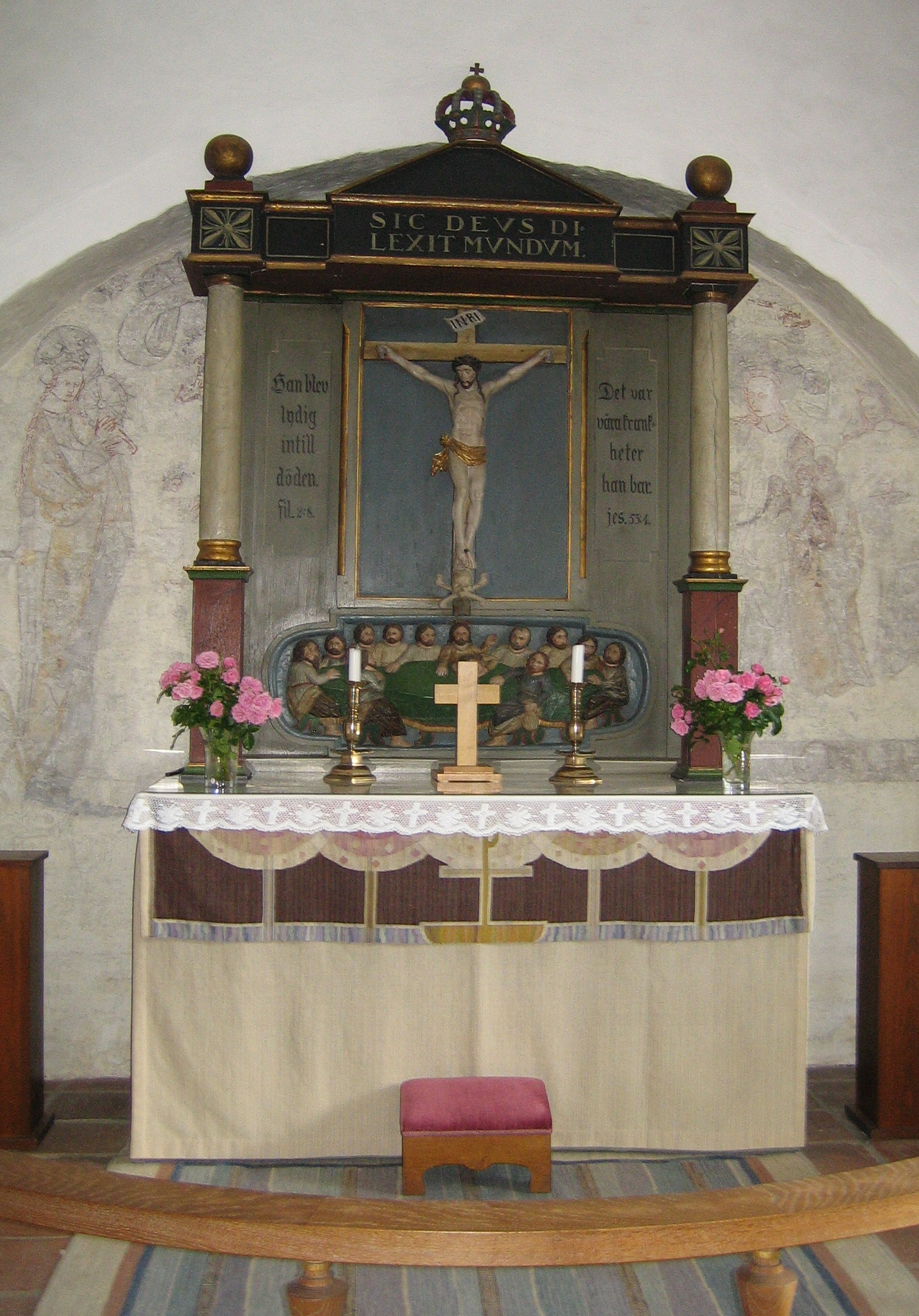
Altar

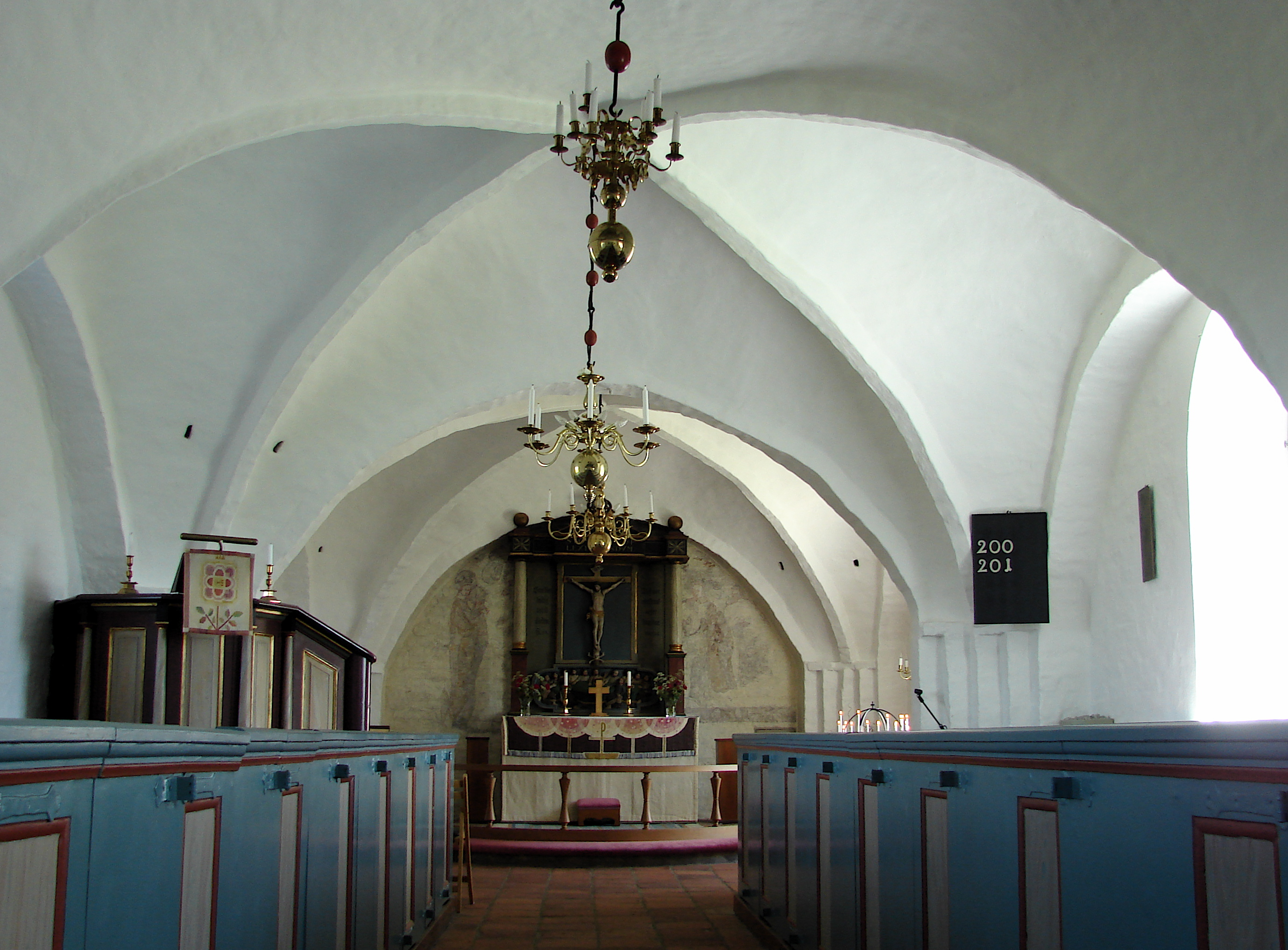
Innenraum

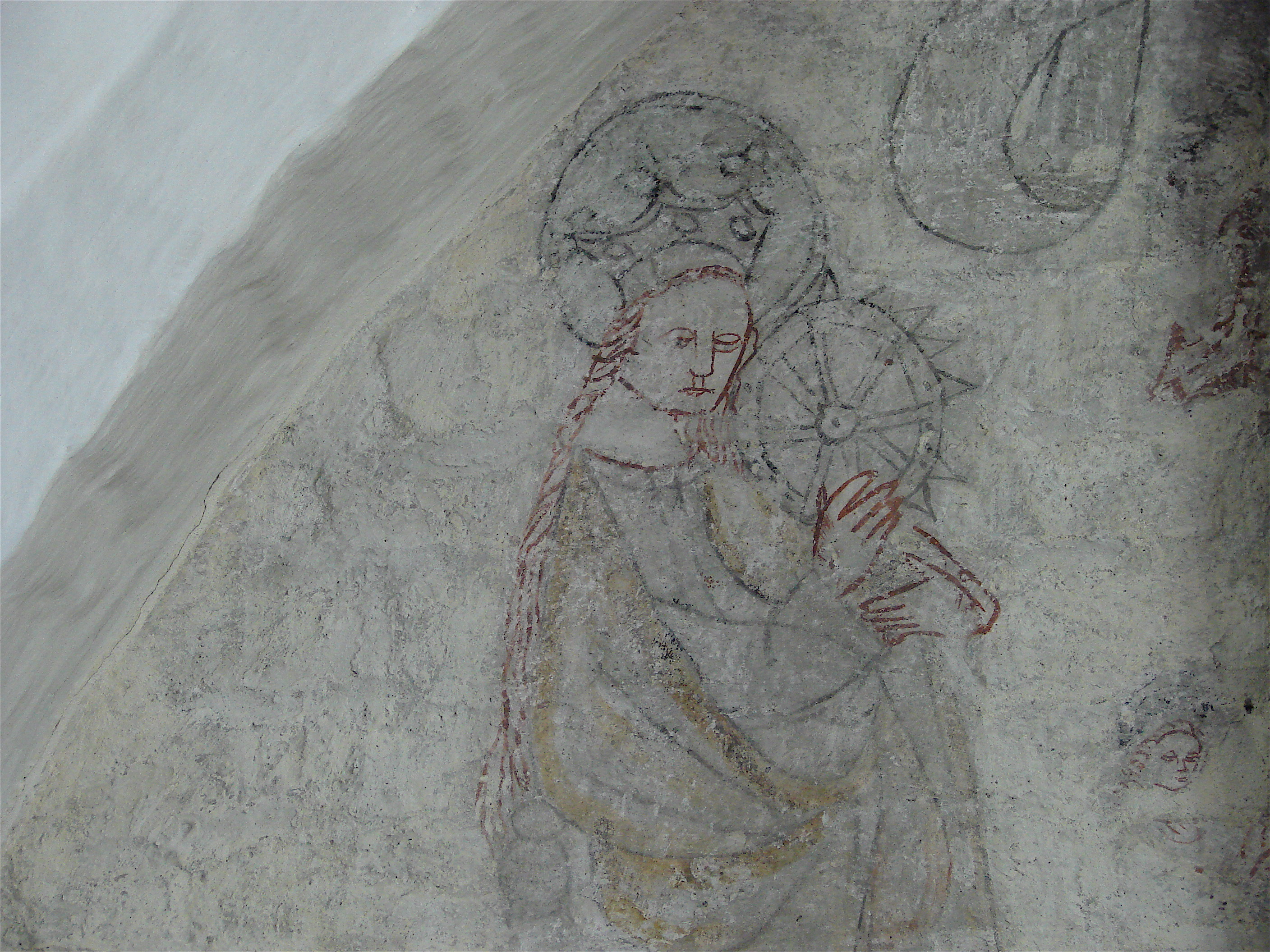
Die Heilige Ursula darstellende Wandmalerei

Die Kirche entstand Anfang des 13. Jahrhunderts im Stil der Romanik, möglicherweise auf eine Initiative des zeitweise auf Ivö lebenden Erzbischofs von Lund Andreas Sunesen. Es handelt sich um eine der ältesten Backsteinkirchen in Schonen. In der Zeit bis zur Reformation war die Kirche der Heiligen Ursula geweiht. 
Der Grund, wieso die Kirche nicht auf einem erhöhten Punkt im Dorf Ivö, sondern deutlich östlich hiervon errichtet wurde, ist nicht bekannt. Es wird vermutet, dass dies durch die als heilig betrachtete Sankt-Ursula-Quelle begründet war. Eine andere Ansicht nimmt an, dass eine möglichst nahe Lage am Seeufer angestrebt wurde, um so dem auf den anderen Seeufer im Ivöhus residierenden Bischof, aber auch sonst Anreisenden einen leichten Zugang zur Kirche zu gewähren.
Das heutige Kirchengewölbe stammt aus dem 15. Jahrhundert, es ersetzte eine bis dahin bestehende flache Decke. Der Chor entstand im frühen 19. Jahrhundert. Kirchturm und Vorhalle wurden 1820 fertiggestellt.
An einer älteren Wand des Chors findet sich das Fragment eines Bildes aus dem 15. Jahrhundert. Es stellt die Geschichte der Heiligen Ursula und einige der 11.000 Jungfrauen dar. In den Jahren 1939 und 1940 wurden Wandbilder restauriert.
An Ausstattungsgegenständen ist insbesondere ein Taufbecken zu erwähnen, welches aus der Bauzeit der Kirche stammt. Die Kanzel wurde 1920 von Nils Djurberg aus Kiaby geschaffen. 1955 erwarb man eine Orgel, die 1965 restauriert wurde. 1958 wurde eine neue Glocke angeschafft.
Die Kirche ist von einem Friedhof umgeben. Unmittelbar nordöstlich der Kirchhofsmauer befindet sich die Sankt-Ursula-Quelle.